# Fleesensee
Jezioro Fleesen – jezioro w Niemczech, położone jest w kraju związkowym Meklemburgia-Pomorze Przednie, na Pojezierzu Meklemburskim.
Ma długość 4,9 km oraz powierzchnię 10,7 km². Leży pomiędzy jeziorami: Kölpinsee (na wschód) oraz Malchower See (na zachód) na drodze wodnej Müritz – Elde Wasserstraße.